# Skytrax

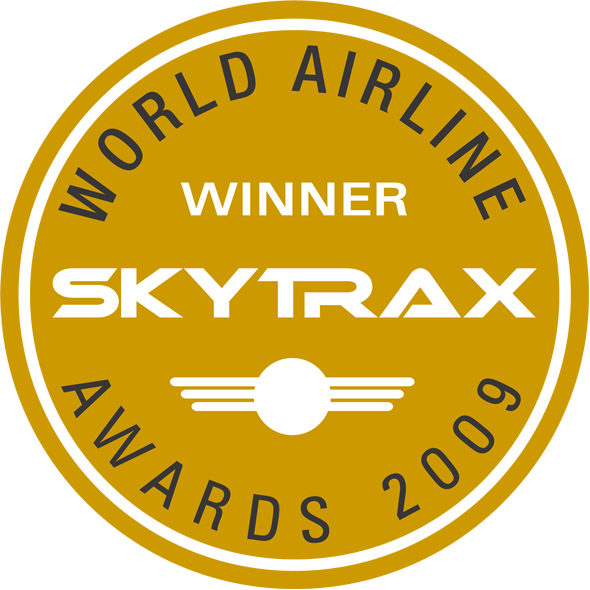
Ocenění od Skytrax, které se dávalo leteckým společnostem v roce 2009

Skytrax (původně Inflight Research Services) je poradenství se základnou v Anglii, zabývá se hodnocením leteckých společností a letišť, bylo založeno v roce 1989. Hodnocení se mohou zúčastnit zákazníci, kteří na stránky Skytrax také mohou přidat vlastní recenze.
Každý rok vyhlašuje leteckou společnost roku a letiště roku. Oceňuje také pěti-hvězdičkové aerolinky, každoročně aerolinky s nejlepším servisem na letišti, s nejlepším zábavním systémem, společnosti, které mají nejčistší letadla, nejlepší regionální aerolinky a nejlepší leteckou alianci. Letiště oceňuje také pěti hvězdičkami, dále každoročně nejčistší letiště, s největším počtem cestujících, nejlepší přestupní letiště a letiště s nejmenším počtem ztracených kufrů.

## Ocenění

### Letecké společnosti

#### Letecká společnost roku
| Rok  | 1. místo           | 2. místo           | 3. místo           |
| ---- | ------------------ | ------------------ | ------------------ |
| 2001 | Emirates           | Singapore Airlines | Cathay Pacific     |
| 2002 | Emirates           | Cathay Pacific     | Singapore Airlines |
| 2003 | Cathay Pacific     | Emirates           | Singapore Airlines |
| 2004 | Singapore Airlines | Emirates           | Cathay Pacific     |
| 2005 | Cathay Pacific     | Qantas             | Emirates           |
| 2006 | British Airways    | Qantas             | Cathay Pacific     |
| 2007 | Singapore Airlines | Thai Airways       | Cathay Pacific     |
| 2008 | Singapore Airlines | Cathay Pacific     | Qantas             |
| 2009 | Cathay Pacific     | Singapore Airlines | Asiana Airlines    |
| 2010 | Asiana Airlines    | Singapore Airlines | Qatar Airways      |
| 2011 | Qatar Airways      | Singapore Airlines | Asiana Airlines    |
| 2012 | Qatar Airways      | Asiana Airlines    | Singapore Airlines |
| 2013 | Emirates           | Qatar Airways      | Singapore Airlines |
| 2014 | Cathay Pacific     | Qatar Airways      | Singapore Airlines |
| 2015 | Qatar Airways      | Singapore Airlines | Cathay Pacific     |
| 2016 | Emirates           | Qatar Airways      | Singapore Airlines |
| 2017 | Qatar Airways      | Singapore Airlines | All Nippon Airways |
| 2018 | Singapore Airlines | Qatar Airways      | All Nippon Airways |
| 2019 | Qatar Airways      | Singapore Airlines | All Nippon Airways |
| 2021 | Qatar Airways      | Singapore Airlines | All Nippon Airways |
| 2022 | Qatar Airways      | Singapore Airlines | Emirates           |

#### Pěti-hvězdičkové letecké společnosti
Aktualizováno v roce 2021
- All Nippon Airways
- Asiana Airlines
- Cathay Pacific
- Japan Airlines
- EVA Air
- Garuda Indonesia
- Hainan Airlines
- Korean Air[3]
- Qatar Airways
- Singapore Airlines

### Letiště

#### Letiště roku
| Rok  | 1. místo                | 2. místo                         | 3. místo                |
| ---- | ----------------------- | -------------------------------- | ----------------------- |
| 1999 | Letiště Schiphol        | –                                | –                       |
| 2000 | Letiště Singapur–Changi | –                                | –                       |
| 2001 | Letiště Hongkong        | Mezinárodní letiště Kuala Lumpur | Letiště Singapur–Changi |
| 2002 | Letiště Hongkong        | Letiště Singapur–Changi          | Letiště Sydney          |
| 2003 | Letiště Hongkong        | Letiště Singapur–Changi          | Letiště Dubaj           |
| 2004 | Letiště Hongkong        | Letiště Singapur–Changi          | Letiště Schiphol        |
| 2005 | Letiště Hongkong        | Letiště Singapur–Changi          | Letiště Inčchon         |
| 2006 | Letiště Singapur–Changi | Letiště Hongkong                 | Letiště Mnichov         |
| 2007 | Letiště Hongkong        | Letiště Inčchon                  | Letiště Singapur–Changi |
| 2008 | Letiště Hongkong        | Letiště Singapur–Changi          | Letiště Inčchon         |
| 2009 | Letiště Inčchon         | Letiště Hongkong                 | Letiště Singapur–Changi |
| 2010 | Letiště Singapur–Changi | Letiště Inčchon                  | Letiště Hongkong        |
| 2011 | Letiště Hongkong        | Letiště Singapur–Changi          | Letiště Inčchon         |
| 2012 | Letiště Inčchon         | Letiště Singapur–Changi          | Letiště Hongkong        |
| 2013 | Letiště Singapur–Changi | Letiště Inčchon                  | Letiště Schiphol        |
| 2014 | Letiště Singapur–Changi | Letiště Inčchon                  | Letiště Mnichov         |
| 2015 | Letiště Singapur–Changi | Letiště Inčchon                  | Letiště Mnichov         |
| 2016 | Letiště Singapur–Changi | Letiště Inčchon                  | Letiště Mnichov         |
| 2017 | Letiště Singapur–Changi | Letiště Haneda                   | Letiště Inčchon         |
| 2018 | Letiště Singapur–Changi | Letiště Inčchon                  | Letiště Haneda          |
| 2019 | Letiště Singapur–Changi | Letiště Haneda                   | Letiště Inčchon         |
| 2020 | Letiště Singapur–Changi | Letiště Haneda                   | Letiště Dauhá Hamad     |
| 2021 | Letiště Dauhá Hamad     | Letiště Haneda                   | Letiště Singapur–Changi |
| 2022 | Letiště Dauhá Hamad     | Letiště Haneda                   | Letiště Singapur–Changi |

#### Pěti-hvězdičkové letiště
Aktualizováno v roce 2020
- Letiště Singapur–Changi
- Letiště Dauhá–Hamad
- Letiště Hongkong
- Letiště Mnichov
- Letiště Inčchon, Soul
- Letiště Šanghaj Chung-čchiao
- Letiště Haneda, Tokio
- Letiště Istanbul
- Letiště Baku (regionální)
- Letiště Platov (regionální)
- Letiště Salála (regionální)
- Letiště Čúbu (regionální)
- Letiště Chaj-kchou Mej-lan (regionální)
- Letiště Quito (regionální)